# Jorge Luis Ramos Sánchez
Pour les articles homonymes, voir Ramos.
Jorge Luis Ramos Sánchez, né le 2 octobre 1992, est un footballeur colombien. Il joue au poste d'attaquant avec l'équipe colombienne du Real Cartagena.

## Biographie

### En club
Jorge Ramos Córdoba commence le football dans le club du Real Cartagena. 
Jorge débute en championnat de deuxième division colombienne en fin de saison 2008, il dispute 5 matchs pour marquer 3 buts à l'âge de 16 ans.
Il débute le 20 février 2009 en première division colombienne contre l'Independiente Medellín (1-1) en étant titulaire.

### En équipe nationale
En mars 2009, il participe au Championnat des moins de 17 ans de la CONMEBOL 2009 où il participe à 6 matchs pour un but, la Colombie termine à la quatrième place du tournoi.
En octobre 2009, Jorge participe à la Coupe du monde des moins de 17 ans au Nigeria, il y dispute cinq matchs pour inscrire un but contre la Turquie en quart de finale en égalisant à la 90e minute, il réussit également son tir au but lors de cette rencontre. La Colombie fait un bon parcours et termine à la quatrième place du tournoi.

## Palmarès

### En équipe

#### En sélection nationale
- Colombie - 17 ans
  - Championnat des moins de 17 ans de la CONMEBOL
    - Quatrième : 2009.

  - Coupe du monde - 17 ans
    - Quatrième : 2009.

## Statistiques
| Saison | Club           | Pays         | Championnat       | Coupes nationales | Coupes d’Europe | Sélection Colombie |
| ------ | -------------- | ------------ | ----------------- | ----------------- | --------------- | ------------------ |
| 2008   | Real Cartagena | Primera B    | 5 matchs / 3 buts | -                 | -               | -                  |
| 2009   | Real Cartagena | Copa Mustang | 12 matchs / 1 but | -                 | -               | -                  |

Dernière mise à jour le 30 novembre 2009